# 施里爾·迪沙斯
西里爾·科拉沃莱·德塞爾斯（荷蘭語：Cyriel Kolawole Dessers；1991年10月31日—）是奈及利亞的職業足球運動員，司職前鋒，現效力於蘇超球隊格拉斯哥流浪。

## 榮譽
亨克
- 比利時盃冠軍 : 2020–21[1]

飛燕諾
- 歐協聯亞軍 : 2021–22[2]

## 外部連結
- worldfootball.net：施里爾·迪沙斯之統計數據 （英文）